# Gnathophyllum taylori
Gnathophyllum taylori is een garnalensoort uit de familie van de Gnathophyllidae. De wetenschappelijke naam van de soort is voor het eerst geldig gepubliceerd in 2003 door Ahyong.